# 여로 (1959년 영화)

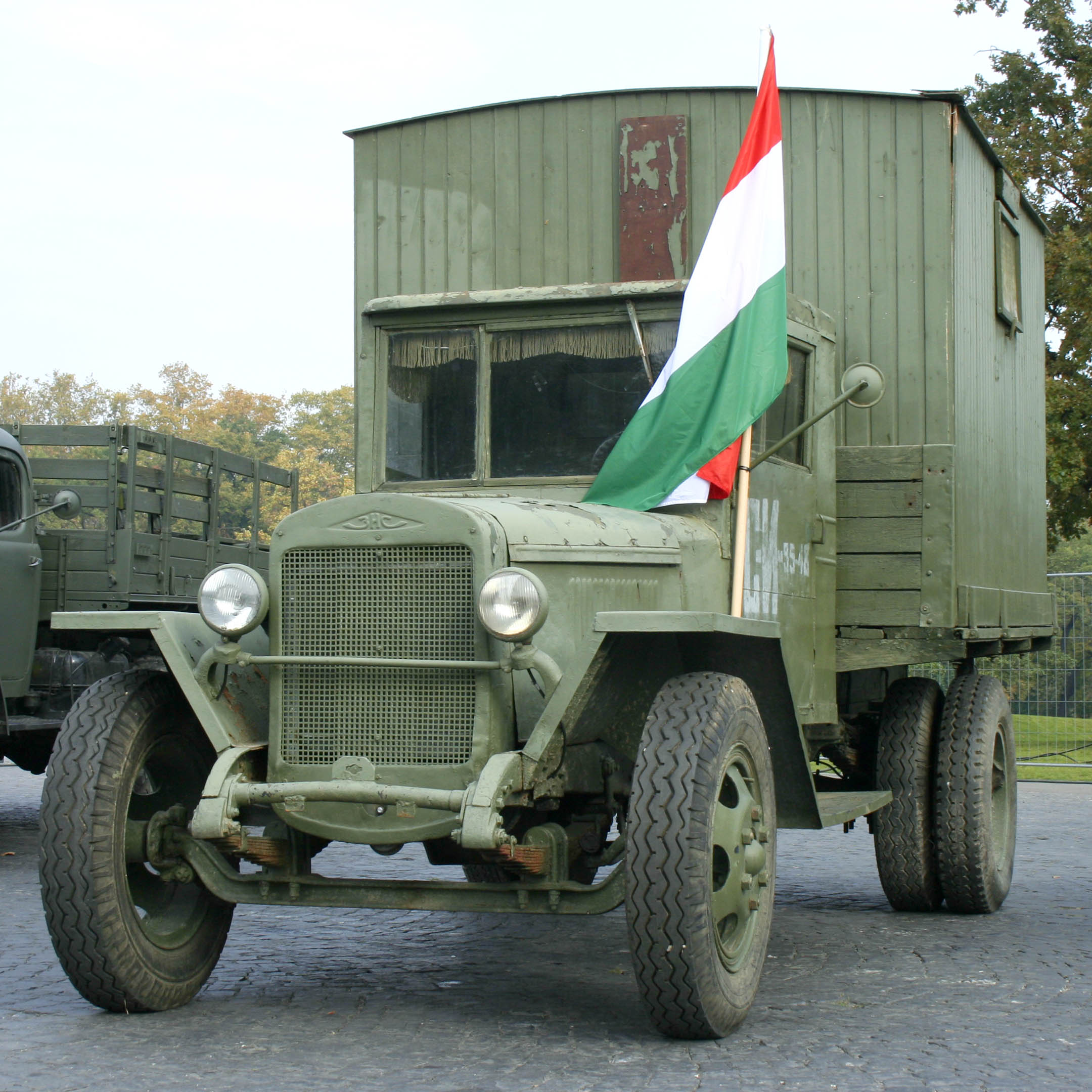

여로는 아나톨레 리트바크 감독이 연출하고 제작한 1959년 미국 로맨스 영화이다. 한 무리의 서양인들은 소련이 1956년 헝가리 혁명을 진압하기 시작한 후 헝가리를 탈출하려고 하는데, 헝가리·오스트리아 국경 지대 소련군 사령관인 수로프는 그 무리 가운데 한 여성에게 관심을 보인다. 율 브리너와 데버러 카는 왕과 나에 이어 다시 함께 남·여 주인공 역을 맡았다.

## 줄거리
소련군이 헝가리 혁명을 진압하는 동안 16명의 서양인이 부다페스트 공항에서 잡혀서 버스에 태워져 미지의 곳으로 보내진다. 그들은 자유를 찾아서 그곳에서 탈출하고자 한다. 자유가 있는 국경 너머가 바로 옆이지만, 국경 지대 소련군 사령관인 수로프가 전권을 가지고 누구를 국경 너머로 보낼지를 결정할 수 있다. 그가 그 무리 가운데 한 여성에게 끌리면서 상황이 더욱 위험해진다. 불행하게도 그 여성은 일행인, 영국인으로 위장한 헝가리 자유 투사를 좋아한다.

## 출연 배우
- 율 브리너 - 수로프 소령 역
- 데버러 카 - 다이애나 애쉬모어 역
- 제이슨 로바즈 주니어 - 헨리 플레밍/케데쉬 파울 역

## 한국판 성우진 (KBS, 1984년 9월 23일)
- 박상일 - 수로프 (율 브린너)
- 권희덕 - 다이아나 (데보라 카)
- 최흘 - 케데쉬 (제이슨 로바즈)
- 노민 - 데브릴 (로버트 몰리)
- 조동희 - 라인랜더 (E.G. 마샬)
- 유만준
- 최수민
- 엄주환
- 설영범
- 강미형
- 안경진
- 이윤선
- 이정구
- 이종구
- 정동열

## 평가
율 브리너의 소련군 장교 연기는 정말 최고다. 강인하고 엄격해 보이지만 동정을 담고 있는 눈빛을 소유하고 있다.
그가 추적하던 사람을 찾았지만 결국 사랑을 선택하는 그의 모습에 정말 공감하게 만든다. 영화가 비극일 수 있는 조건이었지만 비극은 아니며, 고통받는 시대를 배경으로 한 긴장감 있는 멜로 영화이다.